# Omlet biszkoptowy

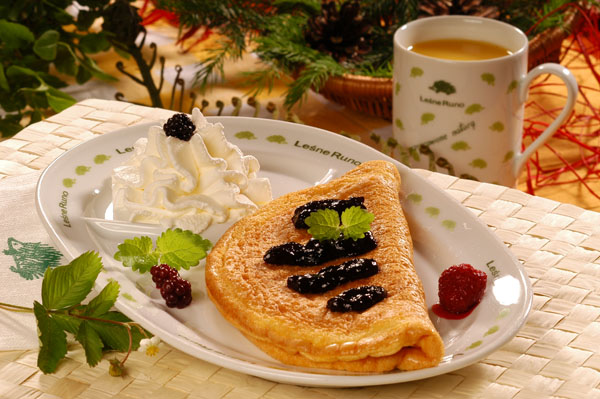
Omlet biszkoptowy podany z przetworem owocowym i bitą śmietaną.

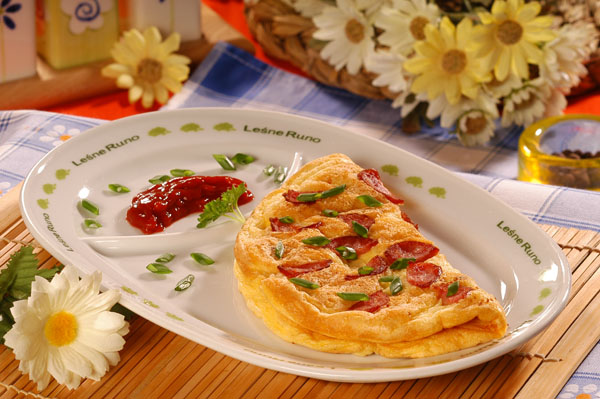
Omlet biszkoptowy z kiełbasą

Omlet biszkoptowy (omlet rzymski) – rodzaj omletu. Podawany na słodko lub słono.
Omlet biszkoptowy przyrządzany jest z żółtek, ubitej na sztywno piany z białek (w takiej samej liczbie co żółtka), niewielkiej ilości przesianej mąki pszennej (opcjonalnie) oraz odrobiny soli do smaku. Piana z białek pełni tu funkcję czynnika spulchniającego. Tak przygotowaną masę jajeczną wylewa się na rozgrzaną patelnię z niedużą ilością roztopionego masła. Omlet biszkoptowy smaży się nie mieszając, na wolnym ogniu i pod przykryciem. Ścięty omlet przewraca się na drugą stronę i dosmaża na tej samej patelni lub dopieka w piekarniku do zrumienienia. Podobnie jak omlet naturalny, potrawę tę podaje się na gorąco, tuż po przyrządzeniu, gdyż szybko traci pulchność i soczystość. Gotowy placek należy wyłożyć na ogrzany talerz lub półmisek. Omlet zsuwa się do połowy z patelni, wykłada na zsuniętą część nadzienie i przykrywa drugą połową. Omletu nie zwija się, jeśli ma być polany sokiem.
Podobnie jak omlet naturalny, omlet biszkoptowy można podawać na słono – jako danie obiadowe lub kolacyjne. Jako nadzienie wybiera się wtedy dodatki takie jak gotowane warzywa (szpinak, groszek zielony, fasola szparagowa, szparagi, kalafiory, brukselka, marchew, pomidory), smażone lub duszone grzyby, wędliny (szynka) a nawet farsz mięsny.
Zazwyczaj jednak występuje jako deser. Typowe dodatki do omletu biszkoptowego na słodko to świeże lub smażone owoce, dżemy, konfitury, marmolady, rzadziej sery. Całość posypuje się cukrem pudrem lub polewa sosem owocowym lub sokiem owocowym.

## Grzybek
W kuchni polskiej omlet biszkoptowy nazywany jest, ze względu na swój kształt, grzybkiem.
Pokrojony na mniejsze kawałki „grzybek” podawany był jako dodatek do zup. Dokładna receptura mogła zależeć od rodzaju zupy – np. do zup owocowych „grzybek” mógł być słodki i typowo biszkoptowy, natomiast do zup słonych (szczawiowej, koperkowej, pomidorowej) wytrawny i cięższy, z dodatkiem mleka. 